# 兹利坦
兹利坦 （阿拉伯语：‎ ） 是利比亚米苏拉塔省的一个海滨城市，位于地中海锡德拉湾西岸，首都的黎波里以东160公里，米苏拉塔以西60公里处。利比亚著名的阿斯马里亚大学位于该地。